# Shenk Peak
Shenk Peak är en bergstopp i Antarktis. Den ligger i Västantarktis. Nya Zeeland gör anspråk på området. Toppen på Shenk Peak är 2 540 meter över havet.
Terrängen runt Shenk Peak är kuperad norrut, men söderut är den bergig. Trakten är obefolkad. Det finns inga samhällen i närheten. 